# Çayönü
Çayönü (también denominado Çayönü Tepesi) es un yacimiento neolítico del sur de Turquía, que ocupa un área de aproximadamente 4 ha, se encuentra a 830 m s. n. m.  y a 40 km al noroeste de Diyarbakir, al pie de las montañas Tauro. Está situado cerca del río Bogazcay, un afluente del Alto Tigris, y del Bestakot, un arroyo intermitente.

## Estratigrafía

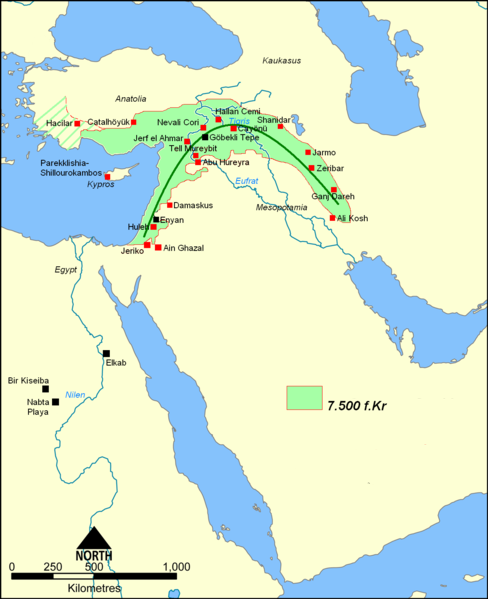
Mapa del Creciente Fértil asiático, con los principales centros de desarrollo cultural conocidos, entre los cuales se encuentra Çayönü.

Las primeras excavaciones fueron dirigidas por Robert John Braidwood, entre 1964-1978, en una fase inicial, y continuadas posteriormente entre 1985-1991. El yacimiento abarca los períodos del Neolítico precerámico A y B (PPNA y PPNB), así como del Neolítico plenamente cerámico. La estratigrafía se divide en las siguientes subfases, de acuerdo con la arquitectura habitacional predominante, ya que, hasta ahora, no se ha podido establecer una cronología absoluta:
- circular, PPNA
- en forma de parrilla, PPNB inicial
- acanalada o de grandes habitaciones pavimentadas, PPNB medio
- en forma de celdillas, PPNB tardío
- con grandes habitaciones individuales, PPNB final-Neolítico inicial.

La primera fase estratigráfica, denominada de fondos de cabaña, presenta unas pocas estructuras arquitectónicas de forma circular, apareciendo agujas hechas en hueso como artefactos más comunes. La segunda, o de plantas en forma de parrilla, se caracteriza por viviendas ya rectangulares con una triple subdivisión del espacio y múltiples objetos pertenecientes a la cultura material, hechos en sílex, piedra o cobre. Aquí se descubrió un edificio singular, con muros bien construidos, bancos de piedra y grandes lajas colocadas verticalmente. En la tercera, o de grandes habitaciones pavimentadas, se encontraron pavimentos hechos con terrazo y otros con lajas, montados sobre una plataforma acanalada de planta rectangular, cuyo objetivo sería aislar la vivienda de la humedad durante el invierno. Aparecen cuencos de piedra y se halló un edificio comunal, con bancos pétreos, múltiples cráneos humanos y enterramientos en su interior, así como mesas de piedra con restos de sangre humana y de bóvidos. La cuarta, o de plantas en células, presenta habitáculos con suelos de arcilla endurecida, a los que se les supone la existencia de un segundo piso. Aparecen artefactos de buen tamaño realizados en obsidiana y un edificio bien diferenciado con suelos de terrazo, además del relieve de un rostro humano en una de las paredes. La quinta y última fase, o de las grandes habitaciones individuales, muy erosionada, está sujeta a controversia debido a la dificultad de interpretarla en su actual estado de conservación. En ella se encontraron mangos hechos en hueso y asta.

## El yacimiento

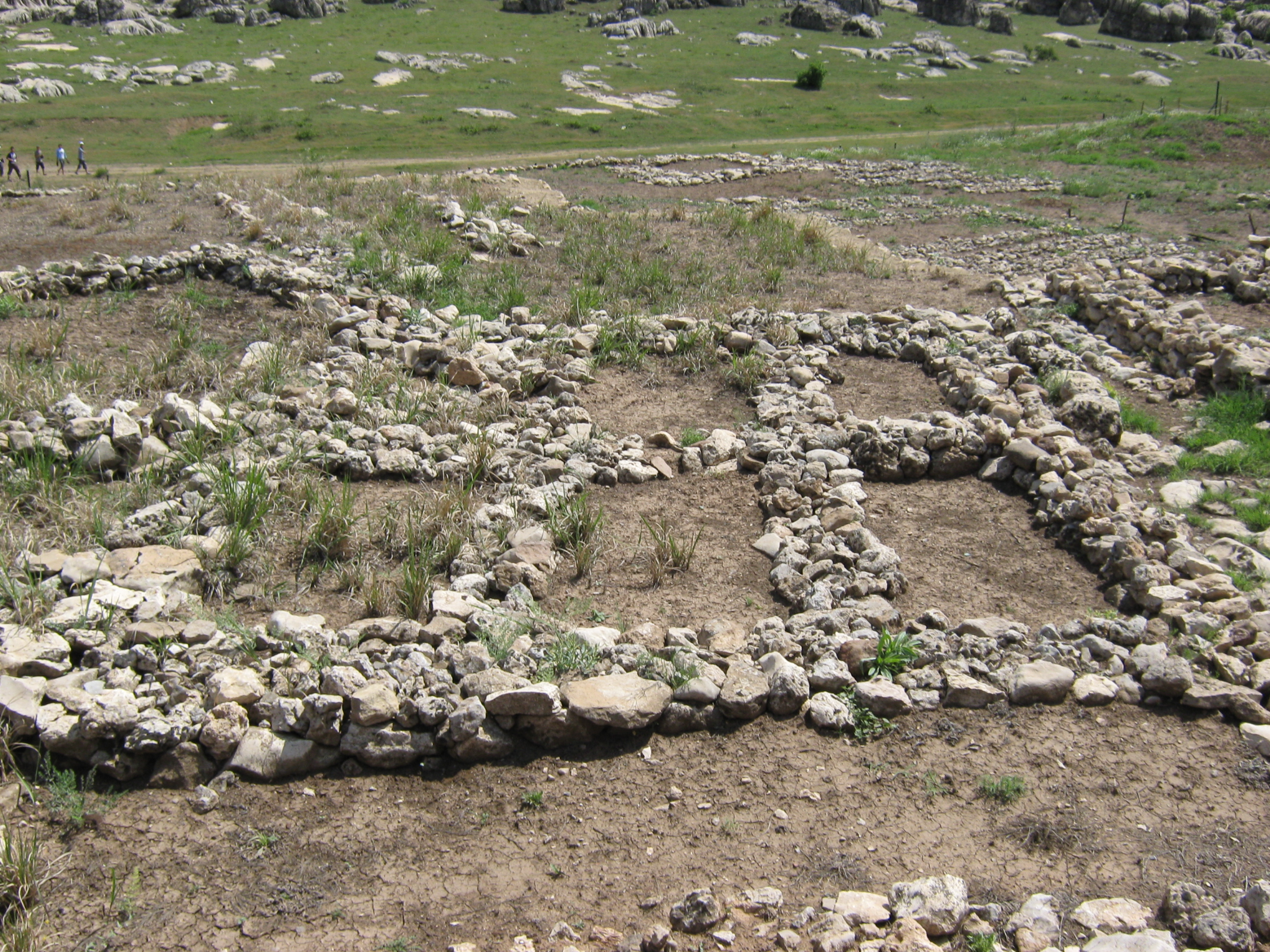
Restos de construcciones en Cayönü

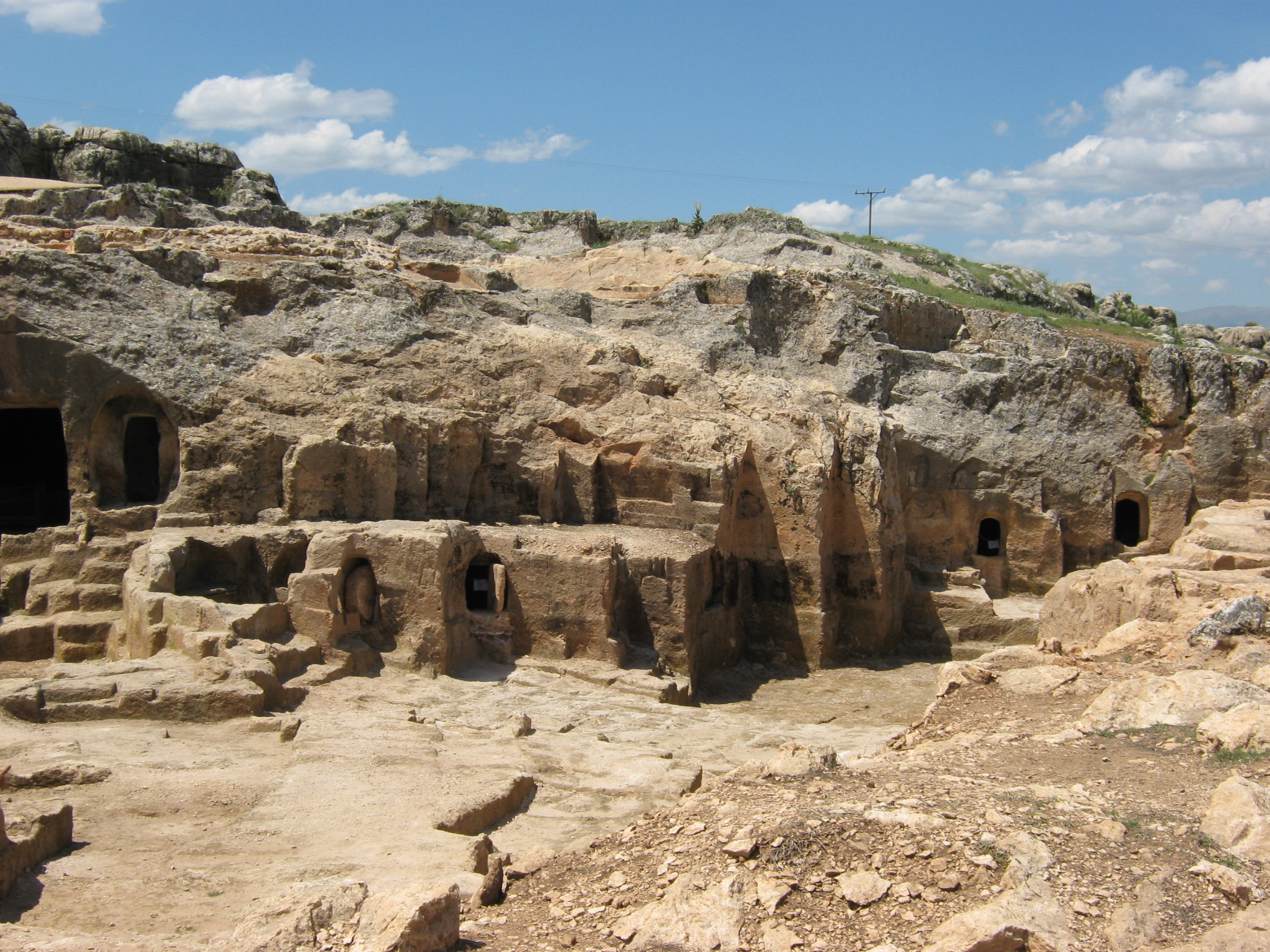
Tumbas romanas en Cayönü

Las paredes de las viviendas de Çayönü fueron levantadas con ladrillos de adobe. Las casas vecinas colindaban entre sí, compartiendo sus estructuras, de lo que se deduciría que existió una cierta planificación previa del espacio, dando lugar a lo que se ha venido denominando arquitectura aglutinante. Las únicas entradas estarían situadas en los techos y/o terrazas, al igual que ocurre en su contemporánea de las últimas fases Çatalhöyük. Sólo en los edificios de uso comunal y/o ritual el acceso estaría a nivel del suelo.
Sus habitantes criaban ovejas (Ovis aries) y cabras (Capra hircus). En los niveles más recientes se han encontrado cerdos (Sus scrofa), siendo posiblemente Çayönü uno de los lugares donde fue domesticado por primera vez este animal, hacia el 7000 a. C. También hay evidencias de la domesticación del perro (Canis lupus), por esa misma época. A pesar de ello, durante las fases iniciales del asentamiento debían depender en buena medida de la caza, incluyendo la fauna salvaje de la región jabalíes, cabras salvajes y cérvidos.
El medio ambiente neolítico estaba formado por áreas pantanosas cerca del Bogazcay, bosques poco densos, pequeñas extensiones de estepa y, hacia el sur una estepa-bosque salpicada de almendros, pistachos y robles, cuyos frutos serían ampliamente recolectados para complementar los aportes de grasas a la dieta local. Otras plantas consumidas por los locales fueron el lino, la uva, los higos y el centeno. Desde los momentos iniciales cultivaban ya el trigo, aunque las cantidades que aparecen en el registro son pequeñas al principio. Por otro lado, científicos del Instituto Max Plank de Colonia han descubierto recientemente que el antepasado genético común de 68 tipos contemporáneos de cereal crece todavía como una planta salvaje en las laderas del monte Karaca (Karacadag), que se encuentra en las proximidades de Çayönü. Esto refuerza las teorías de muchos investigadores de que pudo ser allí donde el trigo moderno fue domesticado inicialmente.
En los niveles inferiores y, por tanto, más antiguos, se descubrieron objetos realizados en malaquita, mineral que contiene un 57% de cobre: cuentas perforadas y abalorios. En niveles claramente anteriores al 7000 a. C. según unos, en torno a esa fecha y sobre el 6800 según otros, se hallaron 40 artefactos hechos ya de cobre (alfileres sobre todo), el cual había sido trabajado en frío mediante las técnicas del raspado y martillado, siendo las pruebas más antiguas del uso de metales. Tanto la malaquita como el cobre se pueden encontrar a una corta distancia de Çayönü, en el entorno de Ergani.